# Elatus Verlag
Der Elatus Verlag ist ein deutscher Buchverlag mit Sitz in Kaltenkirchen in Schleswig-Holstein. Der Kleinverlag hat sich auf die Herausgabe von illustrierten Büchern spezialisiert, wobei das Verlagsprogramm von Bilder- und Kinderbüchern über Fabeln und Märchen bis zu Klassikern und Anthologien reicht. Der Verlag firmiert inzwischen unter dem Firmennamen ELATUS VERLAG GmbH (Eigenschreibweise) in der Rechtsform einer GmbH. Geschäftsführerin ist Heidrun Redecke.
Der Verlag gibt bei seinen Bilderbüchern, die in der Reihe Elatus Sausewind erscheinen, hauptsächlich französischsprachige Originalausgaben in deutscher Sprache heraus. Dabei erschienen unter anderem Werke von dem Szenaristen Zidrou, dem Schriftsteller Stéphan Lévy-Kuentz, dem Comiczeichner Christophe Blain sowie von den Illustratoren Anne Herbauts, Georges Lemoine und Isabelle Chatellard. Die Übertragungen der Texte aus dem Französischen ins Deutsche übernahm die deutsche Übersetzerin Sigrid Plöger.
Beim weiteren Verlagsprogramm arbeitete der Verlag meistens mit dem französischen Illustrator Yann Wehrling zusammen, der unter anderem folgende Bücher illustrierte: 
- Fabeln: Aesops Fabelwelt.
- Märchen: Der kleine Häwelmann von Theodor Storm; Hans und die Bohnenstange als Nacherzählung von Heidrun Redecke; Der Fischer und seine Frau von Jacob und Wilhelm Grimm.
- Kunstmärchen von Oscar Wilde, wie zum Beispiel Die Nachtigall und die Rose, Der Glückliche Prinz und Der ergebene Freund.
- Klassiker: Aus dem Leben eines Taugenichts von Joseph Freiherr von Eichendorff; Reineke Fuchs von Johann Wolfgang von Goethe; Der Sandmann von E. T. A. Hoffmann; Der arme Spielmann von Franz Grillparzer.

Außerdem erschienen beim Elatus Verlag die Anthologien Sprachkürze gibt die Denkweite (Herausgeberin: Heidrun Redecke, Illustrationen: Yann Wehling) und Die sieben Todsünden? (Herausgeberin: Donna Right, Illustrationen: Lorenzo Recio).
Der Verlag war unter anderem 1999 auf der Leipziger Buchmesse und 2000 auf der Frankfurter Buchmesse vertreten.